# Pierre Mignard, O Jovem
Pierre Mignard, O Jovem (ou Pierre II Mignard, ou Pierre Mignard II, cognominado o cavaleiro Mignard) (* Avignon, 20 de Fevereiro de 1640 - Avignon, 1725) foi arquiteto e pintor francês, filho de Nicolas Mignard e neto de Pierre Mignard, O Velho.  Em 1671, tornou-se membro da Academia Real de Arquitetura.  Um de seus projeitos mais notáveis foi a Abadia de Montmajour, onde ele construir, em 1703, um novo edifício para a Congregação de São Mauro.

## Biografia
Sua terra natal era um reino dividido entre o papado e o rei. Após ter estudado no colégio dos jesuítas, ele acompanha em 1658 o seu tio e homônimo Pierre Mignard, O Romano, que viaja de Roma a Paris, e durante alguns meses permanece na casa de seu irmão. Em Paris, Pierre obtém rapidamente autorização para ser o pintor oficial da rainha (1662), depois ajuda o seu pai, que Luís XIV trouxe de Avignon para a capital, para decorar dois pequenos apartamentos do rei no Palácio das Tulherias. É ele quem termina este importante ciclo de pinturas com a temática de Apolo depois da morte de seu pai em 1668.  No ano seguinte, ele é enviado por Colbert para levantar os planos e desenhos das antiguidades de Provence.  Após completar este trabalho, Colbert o envia para a Itália para uma viagem de estudos de vários meses em companhia de seu próprio filho, o marquês de Seignelay, e do matemático e arquiteto francês François Blondel. Em 31 de Dezembro de 1671 retorna a Paris e torna-se um dos seis primeiros fundadores da Academia Real de Arquitetura.
Por razões desconhecidas, Mignard abandona Paris durante a primavera de 1679 e volta a se instalar em Avignon, onde se dedica à sua dupla habilidade como pintor e arquiteto. Nesse período, construiu mansões particulares, monumentos públicos, e muitos edifícios religiosos.  O seu estilo tornou-se referência, e a sua experiência acabou se tornando arte.  Construiu inúmeras mansões grandes e majestosas, muitas das quais existem até os dias de hoje. Sua arquitetura refinada era apreciada até pelos seus contemporâneos famosos e religiosos, que o consideravam um gênio criador. Coroado de glória por títulos prestigiosos como "Arquiteto do Rei" ou "Cavaleiro de Cristo", ele foi reproduzido e imitado por artistas, principalmente pelo seu afilhado Pierre Thiebault, o arquiteto Jean-Baptiste Franque ou o pintor Joseph Péru.
Em 26 de Março de 1683 foi incumbido pelo vice-legado François Nicolini para checar o baixo nível da águas da fonte de Vaucluse.
Pierre Mignard II era tio do pintor, impressor e gravador francês Paul Mignard (1639-1691)

## Desenhos e pinturas principais
- Martírio de São Diniz, Santo Eleutério e São Rústico - Museu Calvée, Avignon
- Ascensão de Cristo com os quatro doutores da Igreja Latina
- Cristo ressuscitado aparece para as mulheres, - Museu Calvée, Avignon
- Os peregrinos de Emaús - - Museu Calvée, Avignon
- A incredulidade de São Tomé - Museu Calvée, Avignon
- São Pedro arrependido
- São Domingos - Igreja paroquial de Saint-Symphorien-les-Carmes - Avignon
- Santa Madalena - Capela dos Penitentes Negro de Avignon
- Alegoria da Primavera (1680)
- Santa Cecília, sentada, tocando harpa